# Larrun
De Larrun is een 905 meter hoge berg in westelijke Pyreneeën op de grens van het westelijk deel van het Franse departement Pyrénées-Atlantiques (Frans Baskenland) en de Spaanse provincie Navarra. De berg ligt in het uiterste westen van de Pyreneeën en ligt aan de noordelijke rand van de bergketen. Ten noorden en noordoosten ligt een vlakte; ten noordwesten ligt de Atlantische Oceaan. Larrun ligt eveneens op de hoofdkam van de Pyreneeën indien het einde van de Pyreneeën op het strand van Hendaye wordt gedefinieerd. In dit geval ligt het stroomgebied van de Bidasoa ten zuiden i.p.v. ten noorden van de hoofdkam van de Pyreneeën. Ten westen van Larrun volgt de staatsgrens de Bidasoa-rivier. Het is de eerste bergtop die wandelaars van de Haute Randonnée Pyrénéenne (HRP) langeafstandswandelroute bereiken vanuit het westen.
Op de noordoostelijke, Franse, bergflank werd een toeristisch treinspoor aangelegd: de petit train de la Rhune. Vanop de top heeft men een mooi uitzicht op de Golf van Biskaje, de rest van de Pyreneeën in het zuiden en zuidoosten en op de vlakte ten noorden van Larrun. De top van de berg ligt relatief dicht bij de oceaan, die zo'n negen kilometer verwijderd is van de top. Nog meer westelijk ligt de Jaizkibel (543 m) op slechts twee kilometer van de kust. Aan de oostelijke zijde van de Pyreneeën heeft de Puig Neulós een gelijkaardige positie.

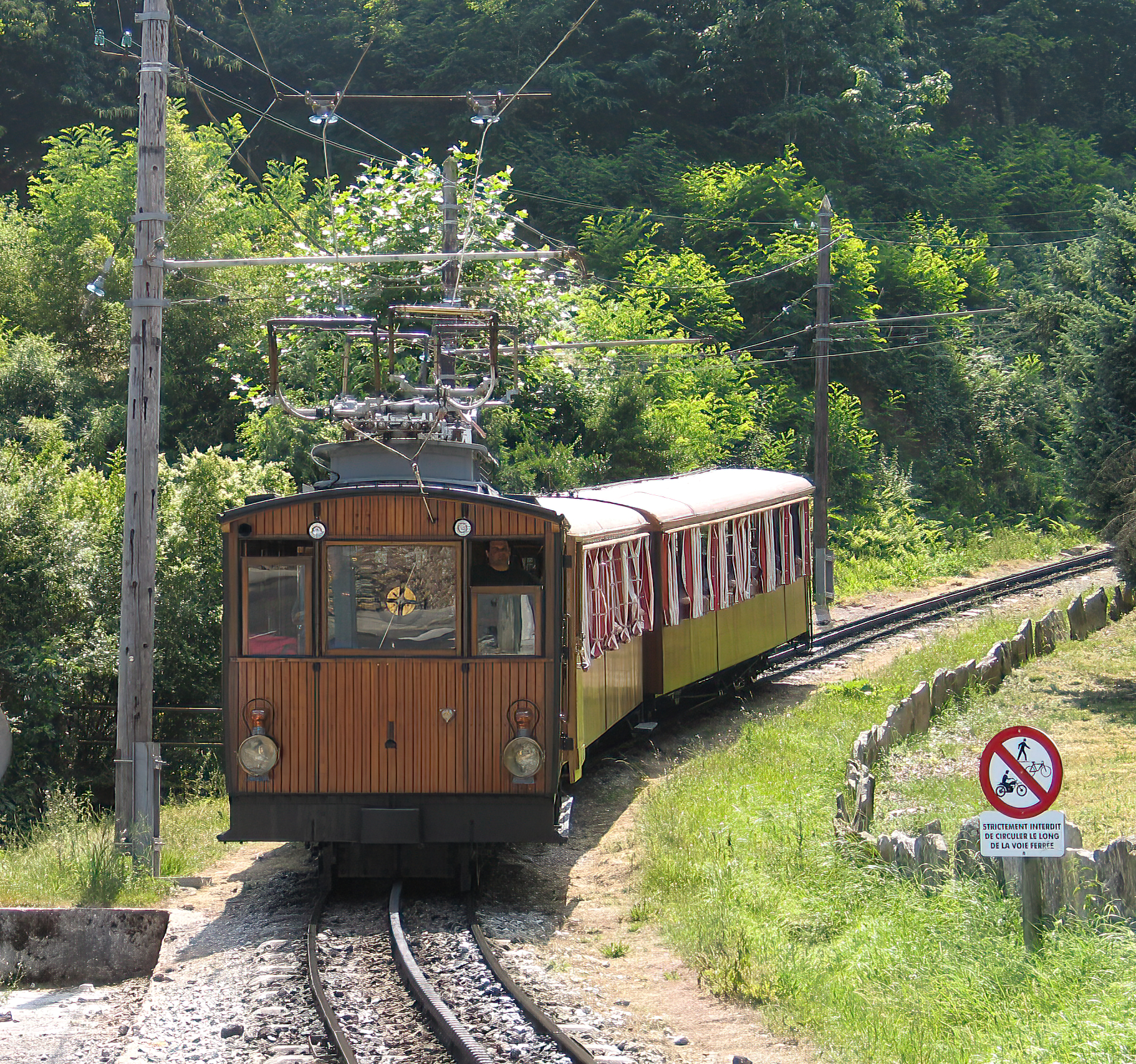
De petit train de la Rhune ligt op het Franse deel van de berg